# Villanova d’Asti
Villanova d’Asti – miejscowość i gmina we Włoszech, w regionie Piemont, w prowincji Asti.
Według danych na styczeń 2009 gminę zamieszkiwało 5600 osób przy gęstości zaludnienia 132,9 os./1 km².